# داک لیک (ساسکاچوان)
داک لیک (به انگلیسی: Duck Lake) یک منطقهٔ مسکونی در کانادا است که در Duck Lake No. 463, Saskatchewan واقع شده‌است. داک لیک ۶۱۰ نفر جمعیت دارد.